# Ведмежа гора (фільм)
«Ведмежа гора» (англ. Grizzly Mountain) — американський пригодницький фільм.

## Сюжет
Двоє підлітків Ділан і Ніколь з передмістя Портленда подорожують з батьками по навколишніх лісах. Там вони знаходять таємничу печеру, яка служить порталом із сьогодення в минуле. Потрапивши в 1870 сучасні молоді люди зустрічають жителя гір Єремію, і починаються їх неймовірні і небезпечні пригоди.

## У ролях
- Ден Хеггерті — Єремія
- Ділан Хеггерті — Ділан Маркс
- Ніколь Ланд — Ніколь Маркс
- Кім Морган Грін — Бетті
- Перрі Стефенс — Берт Бос Манн
- Е.Е. Белл — мер Бронч
- Роберт Паттері — Роско
- Ендрю Крейг — Бейлі
- Роберт Будаска — Джонс
- Мартін Коув — маршал Джексон
- Маргаріт Хіккі — місіс Карен Маркс
- Дональд Борза II — містер Білл Маркс